# 무지개를 이은 왕비
〈무지개를 이은 왕비 : 조선왕조 마지막 황태자와 방자비의 이야기〉 (虹を架ける王妃 : 朝鮮王朝最後の皇太子と方子妃の物語, 이하 무지개를 이은 왕비)는 2006년 11월 24일 일본 후지TV에서 방송된 일본의 단편 드라마이다.

## 등장 인물과 배우
- 의민태자비 - 간노 미호

일본 이름 나시모토 마사코. 일본의 왕녀. 의민태자와 정략결혼하게 된다.
- 의민태자 - 오카다 준이치

이름 이은. 대한제국의 황자. 어려서부터 일본에 볼모로 와 있다.
- 고의경 - 와타나베 잇케이

의민태자의 비서.
- 나카가와 타에 - 히로타 레오나

의민태자비의 시녀.
- 나시모토 모리마사 - 후루야 잇코

의민태자비의 아버지.
- 나시모토 이쓰코 - 하라다 미에코

의민태자비의 어머니.

## 줄거리
어려운것 모르고 밝고 꿈많은 처녀로 자란 마사코는 일본의 왕녀이다. 그러던 그녀의 부모에게 혼담이 들어오는데 당시 일본에 볼모로 와있던 조선의 황태자 이은과의 결혼이었다.
일본의 필요에 의한 정략결혼. 마사코의 아버지는 나라의 뜻을 받아들여 혼담을 받아들인다.
그러나 마사코의 부모는 맘속으로 걱정을 한다. 마사코 자신도 어쩔 수 없이 혼담을 받아들이는데 처음 이은과 대면한 마사코는 그의 인품에 호감을 느끼고 맘 속에 사랑을 키워간다.
둘은 결혼하고 단란한 가정을 꾸미지만 고종황제의 승하, 장남 진의 사망, 간토 대지진, 태평양 전쟁 직후의 황적(皇籍) 무효 등이 잇달아 두 부부를 덮친다.
그래도 부부의 정은 깊어만 가는데....
1964년 이미 의식이 없어진 상태가 된 남편인 의민태자 이은(李垠)을 모시고 의민태자비 리 마사코[李 方子]는 한국으로 귀국한다.
의민태자비 리 마사코[李 方子]는 전 세계를 돌며 기금을 모아 장애인 학교를 설립하여 한국의 복지 사업에 힘을 쏟는다.
어쩔 수 없는 정략결혼이었지만 남편과 남편의 나라에 헌신하여 자신의 인생을 열어나간다.

## 제작정보
- 촬영협조: 한국 수원 화성 행궁, 서울특별시 창덕궁과 후원(일명 비원), 한국 안산시 명휘원, 한국 남양주시 영원(홍유릉)
- 자료제공 : 한국 독립기념관, 아사히 신문사
- 협력 : 한국 MTM, 한국 경기문화재단전문위원, 한국 MBC자문위원, 한국 문화재청,한국 MBC미술센터
- Special Thanks : 사단법인 전주이씨, 대동종약원 이사장 이환의(李桓儀)
- 원작 : 조선왕가의 슬픈 역사 창덕궁후원의 꽃(李王家悲史秘苑の花), 野口赫宇 저
- 한국고증 : 김환덕, 윤여림
- 제작협력 : MBC 문화방송
- 각본 : 마키노 노조미
- 연출 : 카와케 슌사쿠